# Ю Несбьо
Ю Несбьо (на норвежки: Jo Nesbø) е норвежки писател, автор на бестселъри в жанровете трилър и детска литература. Писал е и под псевдонима Том Юхансен (Tom Johansen).

## Биография и творчество
Несбьо е роден на 29 март 1960 г. в Осло, Норвегия. Баща му е ръководител на транспортно дружество, а майка му е библиотекар. Има по-голям брат и Пер (1955), и по-малък, Кнут (1961). В предучилищна възраст се мести със семейството си в Молде. Напуска училище, за да стане футболист в първия мъжки отбор по футбол на Молде, като впоследствие печели Купата на Норвегия със същия и бива обявен за играч на мача. Година по-късно е принуден да прекрати спортната си кариера поради скъсване на коленни връзки. Отбива военната си служба 3 години в поделение в Северна Норвегия, като едновременно завършва гимназия с отличие.
Завършва финанси Колежа по икономика и бизнес администрация в Берген през 1986 година и започва да работи като финансист.
По време на следването си участва в групата „Хилядите домове“ (De tusen hjem) като китарист и текстописец. След завършването си работи като брокер и финансов анализатор, а през 1992 г. основава групата „Тези там“ (Di Derre) и е автор на песни, китарист и солист. Албумът „Момичета и подобни неща“ (Jenter og sånn) се продава в над 190 000 екземпляра. Участията на групата намаляват и практически изчезват, с малки изключения след 1998 г.
Напуска Норвегия и през 1996 г. заживява в Австралия.
Там пише първата си книга, „Човекът-прилеп“ под псевдонима Ким Ерик Локър, издадена през 1997 г. Книгата печели международно признание и наградите „Ривертън“ за най-добър криминално-литературен дебют и скандинавската награда за криминална литература „Стъклен ключ“.
Заживява в Бангкок и пише „Хлебарките“ със сюжет в града. Следващият му роман, „Червеношийката“, е вдъхновен от желанието на починалия му баща да напише книга за своите преживявания като доброволец във Втората световна война. „Червеношийката“ донася на Несбьо международна слава. В класацията на „Пъблишърс уикли“ Несбьо е сред 20-те най-продавани автори в САЩ за 2009 година.  „Червеношийката“ е обявен за най-добрия норвежки криминален роман на всички времена в Норвегия в класация на читателите. Номиниран е за наградата „Едгар“ през 2009 г.  Към май 2011 г. Несбьо е продал около 2 млн. книги в Норвегия.  Към юни 2012 г. са продадени около 14 млн. негови книги в световен мащаб. 
Романът „Ловци на глави“ е филмиран. 
Ю Несбьо основава фонд за подпомагане премахването на неграмотността в страни от Третия свят. Той възнамерява да остави състоянието си на фонда.

### Поредица „Случаите на инспектор Хари Хуле“
Хари Хуле е алкохолик, диспептичен детектив.  Първо са посочени изданията на норвежки език.
1. Flaggermusmannen (1997)
Прилепът.   „Емас“, 2016. ISBN 978-954-357-329-5. с. 392.
2. Kakerlakkene (1998)
Хлебарките.   „Емас“, 2017. ISBN 978-954-357-348-6. с. 384.
3. Rødstrupe (2000)
Червеношийката.   „Емас“, 2009. ISBN 978-954-357-190-1. с. 518.
4. Sorgenfri (2002)
Немезида.   „Емас“, 2010. ISBN 978-954-357-198-7. с. 512.
5. Marekors (2003) 
Пентаграма.   „Емас“, 2011. ISBN 978-954-357-205-2. с. 468.
6. Frelseren (2005)
Спасителя.   „Емас“, 2013. ISBN 978-954-357-229-8. с. 534.
7. Snømannen (2007)
Снежния човек.   „Емас“, 2013. ISBN 978-954-357-257-1. с. 504.
8. Panserhjerte (2009)
Леопардът.   „Емас“, 2014. ISBN 978-954-357-263-2. с. 680.
9. Gjenferd (2011)
Фантом.   „Емас“, 2014. ISBN 978-954-357-279-3. с. 512.
10. Politi (2013)
Полиция.   „Емас“, 2015. ISBN 978-954-357-299-1. с. 592.
11. Tørst (2017)
Жажда.   „Емас“, 2018. ISBN 978-954-357-356-1. с. 605.
12. Kniv (2019)
Нож.   „Емас“, 2019. ISBN 978-954-357-419-3. с. 612.
13. Blodmåne (2022)  Кървава луна.   „Емас“, 2023. ISBN 978-954-357-586-2. с. 556.

### Поредица „Доктор Проктор“
1. Doktor Proktors prompepulver (2007)
Пръц-прахът на доктор Проктор.   „Емас“, 2013. ISBN 978-954-357-251-9. с. 208.
2. Doktor Proktors tidsbadekaret (2008)
Доктор Проктор и ваната на времето.   „Емас“, 2014. ISBN 978-954-357-264-9. с. 304.
3. Doktor Proktor og verdens undergang. Kanskje (2010)
Доктор Проктор спасява света от гибел. Може би.   „Емас“, 2015. ISBN 978-954-357-296-0. с. 312.
4. Doktor Proktor og det store gullrøveriet (2012)
Доктор Проктор и големият банков обир.   „Емас“, 2016. ISBN 978-954-357-328-8. с. 232.
5. Kan Doktor Proktor redde jula? (2017)
Доктор Проктор ще спаси ли Коледата?.   „Емас“, 2018. ISBN 978-954-357-391-2. с. 256.

### Поредица „Кръв на снега“ (Blood On Snow) – като Том Юхансен
1. Blod på snø (2015)
Кръв по снега.   „Емас“, 2018. ISBN 978-954-357-383-7. с. 176.
2. Mere blod (2015)
Среднощно слънце.   „Емас“, 2019. ISBN 978-954-357-430-8. с. 208.

### Самостоятелни романи
- Det hvite hotellet (2007)
- Hodejegerne (2008)
Ловци на глави.   „Емас“, 2012. ISBN 978-954-357-220-5. с. 264.
- Sønnen (2014) [7]
Синът.   „Емас“, 2020. ISBN 978-954-357-455-1. с. 516.
- The Kidnapping (2016)
- Macbeth (2018)
Макбет.   „Емас“, 2018. ISBN 978-954-357-389-9. с. 568.
- Kongeriket (2020)
Кралството.   „Емас“, 2021. ISBN 978-954-357-491-9. с. 616.
- Sjalusimannen Og Andre Fortellinger (2021)
Ревност и други истории.   „Емас“, 2022. ISBN 978-954-357-554-1. с. 272.
- Rotteøya Og Andre Fortellinger (2021)
Островът с плъховете и други истории, изд.: ИК „Емас“, София (2023), прев. Ева Кънева

### Сборници с разкази
- Karusellmusikk (2001)